# Tahlia Cole
Tahlia Cole (ur. 16 listopada 1984) – australijska judoczka.
Srebrna medalistka mistrzostw Oceanii w 2002 roku.